# Estación de Plaisance
La estación de Plaisance es una estación de la línea 13 del metro de París situada al sur de la capital, en el XIV Distrito de la ciudad.

## Historia
La estación fue inaugurada el 21 de enero de 1937. Formaba parte de la antigua línea 14 hasta que el 9 de noviembre de 1976 pasó a integrarse en la actual línea 13.
La estación debe su nombre al barrio de Plaisance. 

## Descripción
Se compone de dos andenes laterales de 75 metros de longitud y de dos vías.
Está diseñada en bóveda elíptica revestida completamente de los clásicos azulejos blancos biselados del metro parisino, con la única excepción del zócalo que es de color marrón. Los paneles publicitarios emplean un fino marco dorado con adornos en la parte superior. 
Su iluminación ha sido renovada empleando el modelo vagues (olas) con estructuras casi adheridas a la bóveda que sobrevuelan ambos andenes proyectando la luz en varias direcciones.
La señalización por su parte usa la tipografía CMP donde el nombre de la estación aparece sobre un fondo de azulejos azules en letras blancas. Por último, los asientos de la estación son azules, individualizados y de tipo Motte.

## Accesos
La estación dispone de cinco accesos:
- Acceso 1: calle Alésia, n.º 205
- Acceso 2: calle Alésia, n.º 168
- Acceso 3: calle Alésia, n.º 170
- Acceso 4: frente al parque Alésia - Ridder
- Acceso 5: calle Raymond-Losserand